# 职业大学

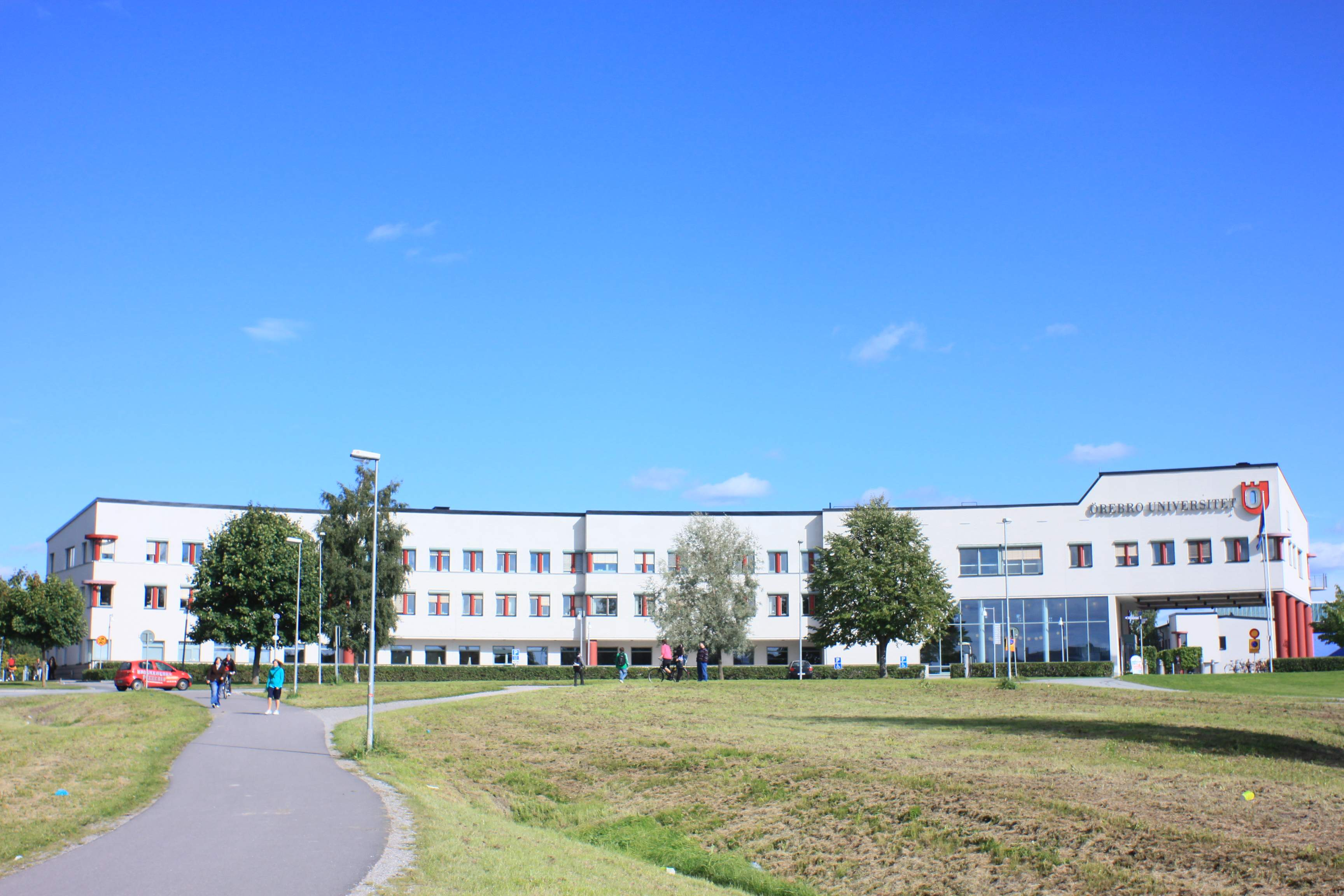
瑞典厄勒布鲁大学

职业大学，有时又被称作技能大学（professional university）、应用技术大学（applied technological university）， 高等职业学院（college of higher vocational studies）或应用科学大学（university of applied sciences），是开展第三期教育（有时还开展第四期教育）的高等教育机构。
在某些国家，一所职业大学通常颁发的是专业学位，如专业学士学位、专业硕士学位和专业博士学位。这个术语在许多国家都没有被正式使用，在某些国家的教育体系中，很难将一个特定类型的大学从众多的普通大学中分离出来。英国曾经有一个非常广泛的职业大学部门，其理工系统可追溯到19世纪中叶。职业大学的管理与资金支持通常与研究型大学不同（例如由当地政府而不是国家），授予的学位不一定是可以互换的。

## 教育
职业大学教育将实用技能和理论知识相结合，可与更加注重传授科学领域的理论和抽象概念性知识的教育相对比。在中世纪的欧洲，只有教授符合宗教教规的学科（通常包括哲学、医学和神学）的教育机构会被称为“大学”（university）。到了近代，自然科学和工程学等学科变得更加重要，所有国家的注重于这些学科而不传授宗教经典的高等教育机构不再是宗教教育机构university了。他们不得不使用其他的，更一般的术语（在许多语言中使用的是英语high school的同形异义词，有时会带上定语） ，其中包括德语的Fachhochschule（应用科学大学），法语的Haute École（在比利时和瑞士使用），荷兰语的Hogeschool，挪威语的Høyskole，意大利语的Scuola universitaria professionale等等。
所谓的职业大学有很多类，包括应用科学大学（也称理工学院或技术学院）、文科职业大学（vocational universities of liberal arts）等等。近年来，许多职业大学取得了完整的大学资质，如奥地利的维也纳音乐与表演艺术大学、瑞典的厄勒布鲁大学和皇家工学院等。

## 欧洲的职业大学

### 德语区
德国的职业大学分为两类：应用科学大学（Fachhochschule，另译高等专科学校）与职业学院（Berufsakademie），两者都主要注重教授偏向实践的知识。其中应用科学大学一般能授予学士与硕士学位（20世纪90年代德国高等教育改制前则是一般授予六年制的Diplom学位，等同于其他国家的硕士学位）。一些德国的应用科学大学也通过与有资格颁发博士学位的机构合作培养博士。而职业学院一般只能授予学士学位。奥地利与瑞士德语区也有类似的制度。

### 荷兰
荷兰的大学主要分为两类：着重研究的U类大学，以及着重教授应用实践知识的H类大学。H类大学荷兰语称为“hogeschool”（HBO），一般译作“应用科技大学”。这类学校与德国的应用技术大学（Fachhochschule）相似。H类大学能授予副学士、学士，以及硕士文凭。2022年后，一些H类大学开始试办职业博士项目。
根据2010年修正的高等教育与研究法案，荷兰的H类大学也得到了进行研究的权限。

## 亚洲的职业大学

### 中国大陆

新疆天山职业技术大学

在中国大陆，职业技术大学（又称职业大学）是在职业技术学院基础上建立起来的“高素质、高技能、高水平”的职业技能型本科院校。1978年，南京、天津等地首先创办专科层次的“职业大学”，后来通过合并、升格到本科等形式，至2016年底全国仅存9所。2019年1月，中国国务院印发《国家职业教育改革实施方案》，提出“开展本科层次职业教育试点”，2019年5月，教育部正式批准全国首批本科层次职业教育试点学校，15所“职业学院”正式更名为“职业大学”，同时升格为本科院校。与一般本科院校相比，职业大学以职业技能培养的实验、实训课为主，专业基础理论课较少，在“学历证书+若干职业技能等级证书”（即1+X证书）制度下，毕业生除获得本科学历证书，还可获得相关职业等级证书。2019年12月，《中华人民共和国职业教育法修订草案》发布，将“高等职业学校”的概念修改为与“普通高等学校”并列的“职业高等学校”。
2021年12月8日，国务院学位委员会发布《关于做好本科层次职业学校学士学位授权与授予工作的意见》，表示要将职业本科纳入学士学位工作体系。普通本科和职业本科在证书效用方面，两者价值等同，在就业、考研、考公等方面具有同等效力。

### 香港

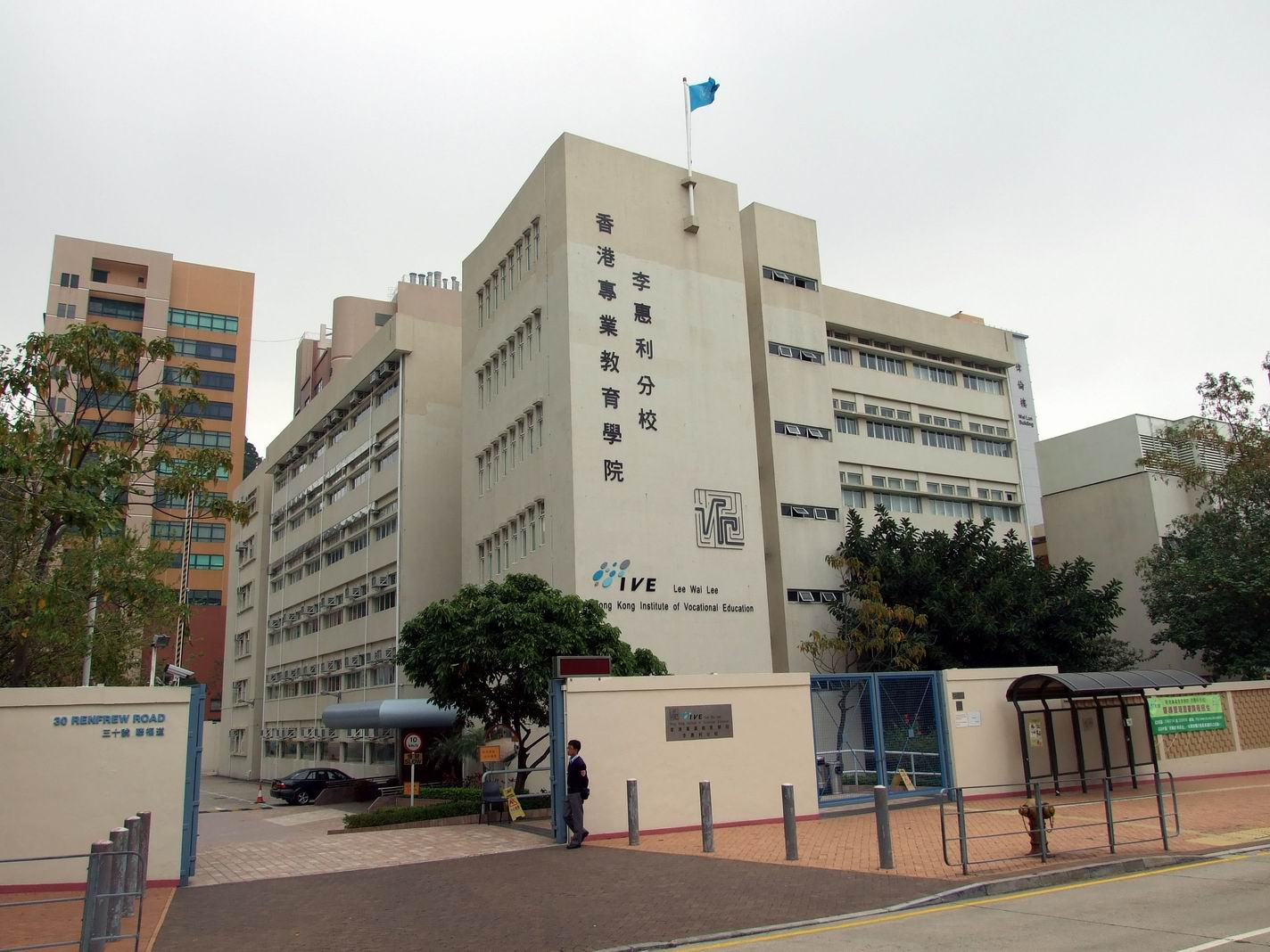
香港专业教育学院

香港共有兩所應用科學大學：
- 香港都會大學（HKMU）
- 聖方濟各大學（SFU）

職業訓練局營辦的職業專才教育學院：
- 香港專業教育學院（IVE）
- 香港知專設計學院（HKDI）
- 香港高等教育科技学院（THEi）
- 才晉高等教育學院（SHAPE）

### 臺灣
技術大學在臺灣稱為技術學院（通稱技院）或科技大學（通稱科大），與隸屬一般教育體系的大學相對。其為臺灣技職教育體系的最高層級教學機構，主要學制為四年制技術學院，或二年制技術學院、以及附設二年制專科學校來階段性將四年學制分開，最後是國中畢業即可就讀的五年制專科學校。技院與科大亦可設置研究所，培育碩士及博士等研究人才。科大的英語譯名多使用「University of Science and Technology」或「University of Technology」，部分學校則直接使用大學的英語對應名「University」。

### 印度
虽然术语vocational university和professional university在印度没有明确的法律定义，但根据《1956年大学资助委员会法案》，具有大学认证权力的大学拨款委员会和15个专业委员会（professional councils）
共享权力。这些委员会“负责认定课程，推广职业教育机构，提供对本科课程的资助和各种奖励”。

### 马来西亚
马来西亚有5所公立职业大学：
- 马来西亚彭亨大学
- 马来西亚玻璃市大学
- 马来西亚马六甲技术大学
- 马来西亚敦胡先翁大学
- 马来西亚吉兰丹大学

### 斯里兰卡
2009年，第一所职业技术大学在职业技术培训部的监督下成立。斯里兰卡有9所职业学院。

### 日本

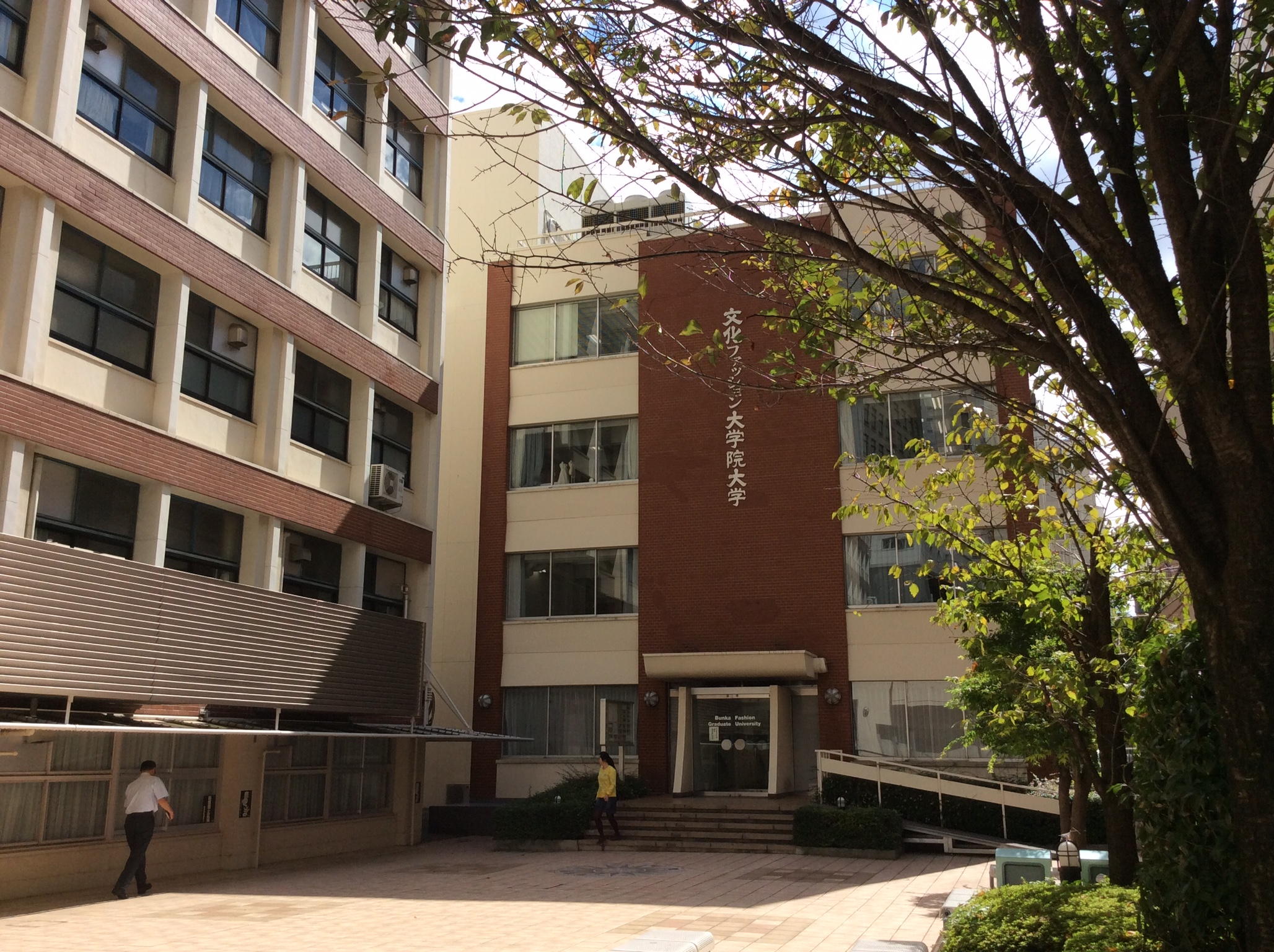
一家专门职大学院（文化时尚研究生院）
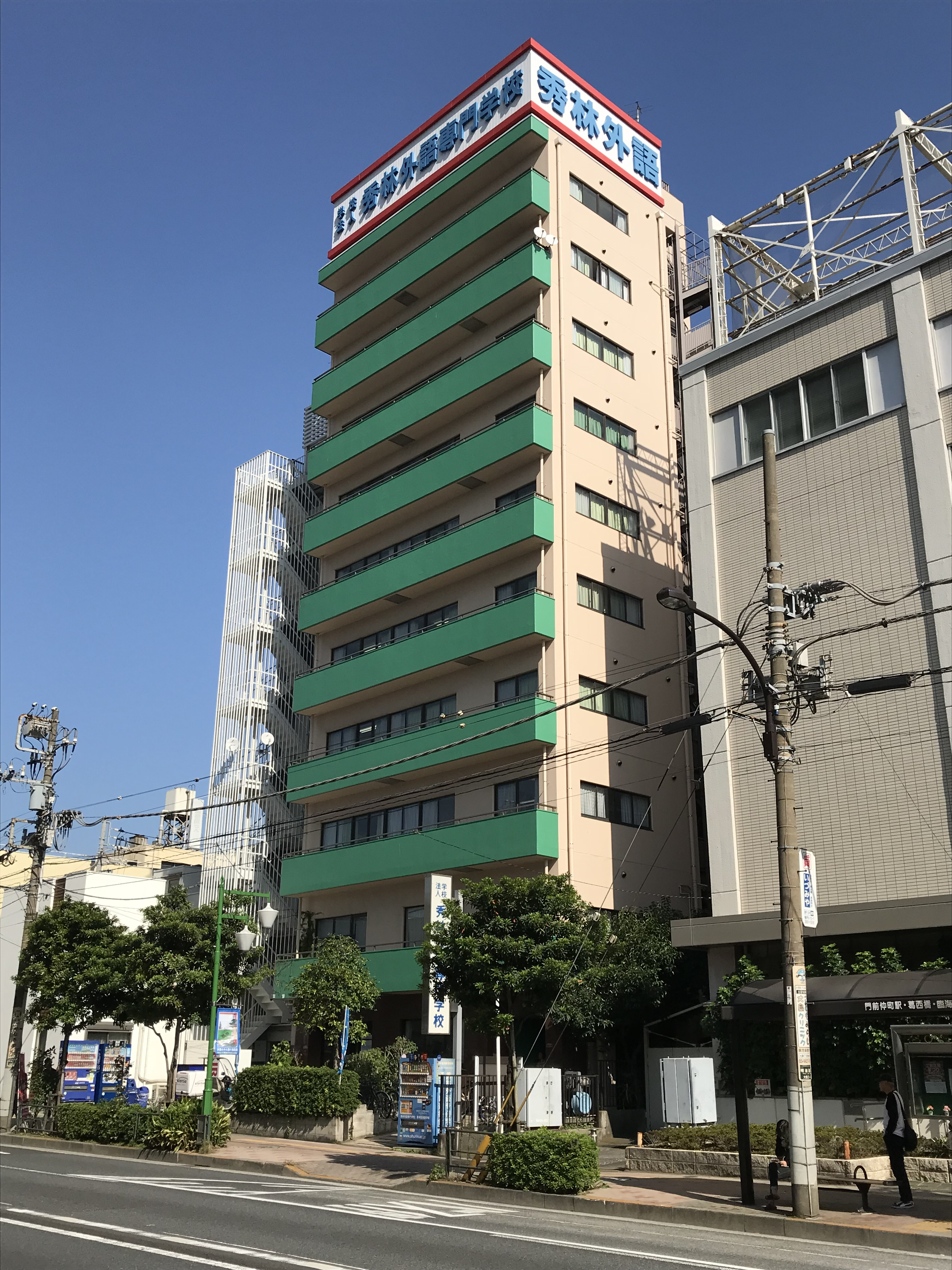
一家商务类专业学校（秀林外语专门学校）

日本的职业大学体系由專門職大學、专门职短期大学、专门职大学院组成。另外，虽然不是大学教育，但是专门学校作为日本高等教育的一环，也是日本高等职业教育的组成部分。
专门职大学的定位介于普通四年制大学和专门学校之间，毕业生会被授予学位，教学上，实验或实习等内容需占比总课程的三分之一。代表院校有靜岡縣立農林環境專門職大學等。
专门职短期大学地位等同日本的短期大学，毕业授予短期大学士（专门职）学位。
专门职大学院是日本的职业研究生院体系。旨在培养高等职业人才。其中有代表性的分类有：法科大学院、教职大学院、会计大学院、时尚大学院等。代表院校有文化时尚研究生院等。